# Tête Ronde (Alpes bernoises)
Pour les articles homonymes, voir Tête Ronde.
La tête Ronde est un sommet des Alpes bernoises dans le canton de Vaud. Il s'agit du sommet le plus haut qui se trouve entièrement dans le canton de Vaud.